# Pseudochromis linda
Pseudochromis linda, thường được gọi là cá đạm bì đuôi vàng, là một loài cá biển thuộc chi Pseudochromis trong họ Cá đạm bì. Loài này được mô tả lần đầu tiên vào năm 1989.

## Phân bố và môi trường sống
P. linda phân bố ở phía tây Ấn Độ Dương, được tìm thấy từ vùng biển phía đông nam bán đảo Ả Rập (từ vịnh Aden đến vịnh Oman, nhưng không phổ biến ở miền nam Oman, men theo bờ biển Đông Phi trải dài về phía nam đến Somalia, và từ vịnh Ba Tư trải dài về phía đông đến vùng biển của Pakistan. P. linda thường sống xung quanh những khu vực có nhiều rạn san hô hoặc những mỏm đá ngầm trong các hồ thủy triều ở độ sâu khoảng 1 – 20 m.

## Mô tả
P. linda trưởng thành dài khoảng 8 cm. P. linda trưởng thành có thân màu nâu sẫm (đôi khi gần như đen hoàn toàn), hơi ngả vàng ở phần sau của cuống đuôi và đuôi. Thân trước thường có lốm đốm những chấm đen. Nắp mang có đốm xanh viền vàng.
Số gai ở vây lưng: 3; Số vây tia mềm ở vây lưng: 26 - 29; Số gai ở vây hậu môn: 3; Số vây tia mềm ở vây hậu môn: 14 - 16; Số vây tia mềm ở vây ngực: 17 - 18.
Thức ăn của P. linda có lẽ là rong tảo và các sinh vật phù du nhỏ. Thường sống đơn độc hoặc thành đôi vào mùa sinh sản. Chúng thích sống gần những rạn san hô có nhánh như Acropora và Pocillopora. Không rõ P. linda có được đánh bắt để phục vụ cho ngành thương mại cá cảnh hay không.